# San Eligio
San Eligio är en ort i Mexiko.   Den ligger i kommunen Cunduacán och delstaten Tabasco, i den sydöstra delen av landet, 700 km öster om huvudstaden Mexico City. San Eligio ligger 14 meter över havet och antalet invånare är 681.
Terrängen runt San Eligio är mycket platt. Runt San Eligio är det tätbefolkat, med 442 invånare per kvadratkilometer. Närmaste större samhälle är Villahermosa, 19,7 km öster om San Eligio. Trakten runt San Eligio består till största delen av jordbruksmark.